# Mecopisthes alter
Mecopisthes alter là một loài nhện trong họ Linyphiidae.
Loài này thuộc chi Mecopisthes. Mecopisthes alter được Konrad Thaler miêu tả năm 1991.